# ریکو اشمیت
ریکو اشمیت (انگلیسی: Rico Schmitt؛ زادهٔ ۲۷ سپتامبر ۱۹۶۸) بازیکن فوتبال اهل آلمان است.
از باشگاه‌هایی که در آن بازی کرده‌است می‌توان به باشگاه فوتبال کمنیتس اشاره کرد.